# Алисовка (Брянская область)
Али́совка (в старину также Олисовка) — деревня в Гордеевском районе Брянской области, в составе Уношевского сельского поселения. Расположена в 6 км к юго-западу от села Уношево, в 11 км к востоку от пгт Красная Гора. Население — 74 человека (2010).

## История
Основана П. Корецким в середине XVIII века как слобода; позднее во владении Кулябко-Корецких и их наследников (казачьего населения не имела). Входила в приход села Кузнецы.
До 1781 года входила в Новоместскую сотню Стародубского полка; с 1782 по 1921 в Суражском уезде (с 1861 — в составе Уношевской волости); в 1921—1929 в Клинцовском уезде (Уношевская, с 1924 Гордеевская волость).
С 1929 года в Гордеевском районе, а в период его временного расформирования — в Клинцовском (1963—1966), Красногорском (1967—1985) районе.
С 1919 до 1930-х гг. — центр Алисовского сельсовета, затем до 1961 в Кузнецком сельсовете; в 1961—1971 в Уношевском, в 1971—2005 в Ямновском сельсовете.